# Oficina bancaria móvil
Una oficina bancaria móvil es un vehículo en el que una institución financiera, de forma itinerante, ofrece asistencia personal y automatizada a los clientes, de forma similar a como se hace en una Sucursal bancaria tradicional.
Las oficinas bancarias móviles suelen prestar servicio:
- en localidades donde, por su baja población, no hay oficinas permanentes.
- en eventos puntuales, como la Feria del Libro de Madrid o el Gran Premio del Mundial de Motociclismo de Cheste.

## España
El servicio de oficina bancaria móvil se suele prestar en zonas de riesgo de exclusión financiera, frecuentemente en la España vaciada y rural. Ha crecido recientemente a raíz de las quejas de personas mayores que se sienten discriminadas por la digitalización y el cierre de sucursales.

### Entidades que ofrecen el servicio
- CaixaBank
- Caja Rural de Soria[3]